# 市立四日市病院
市立四日市病院（しりつよっかいちびょういん）は三重県四日市市に所在する市民病院である。三重県災害拠点病院であり、救命救急センター、地域周産期母子医療センターなどの機能を有する。

## 沿革
- 1936年（昭和11年） - 四日市市千歳町に四日市市民病院を開設する。
- 1939年（昭和14年）- 市内の開業医などの寄付を受け市立四日市病院を開設する（戦災による焼失まで四日市市には市立病院が2院存在することとなる）。
- 1949年（昭和24年）- 2病院を統合する形で四日市市西新地に移転する。
- 1961年（昭和36年） - 四日市市堀木に移転する。
- 1978年（昭和53年） - 現在地に移転する。
- 2002年（平成14年）12月1日 - 市立四日市病院憲章を制定する。
- 2005年（平成17年）4月1日 - 地方公営企業法の全部適用を実施する。

## 診療科等
| - 総合内科 - 循環器科 - 呼吸器科 - 神経内科 - 血液内科 - 代謝内分泌内科 - 腎内科 - 消化器科 - 外科 - 整形外科 - 形成外科 - 脳神経外科・脳神経血管内治療科 - 放射線科 | - リハビリテーション科 - 小児科 - 歯科口腔外科 - 皮膚科 - 泌尿器科 - 心臓血管外科 - 呼吸器外科 - 産婦人科 - 眼科 - 耳鼻咽喉科 - 麻酔科 - 精神科 - 救命救急センター |

## 医療機関の指定等
- 保険医療機関
- 救急告示医療機関
- 労災保険指定医療機関
- 指定自立支援医療機関（更生医療・育成医療・精神通院医療）
- 身体障害者福祉法指定医の配置されている医療機関
- 生活保護法指定医療機関
- 特定疾患治療研究事業委託医療機関
- 指定養育医療機関
- 戦傷病者特別援護法指定医療機関
- 原子爆弾被害者医療指定医療機関
- 小児慢性特定疾患治療研究事業委託医療機関
- 災害拠点病院
- 臨床研修指定病院
- 救命救急センター
- 第二種感染症指定医療機関
- 地域周産期母子医療センター
- DPC対象病院
- 公害医療機関
- 不妊専門相談センター
- 母体保護法指定医の配置されている医療機関

## 交通アクセス
- 近鉄湯の山線中川原駅より徒歩約10分。
- 近鉄名古屋線近鉄四日市駅より徒歩約20分。
  - 近鉄四日市駅より三重交通バスで市立病院行バスで終点下車。
  - 近鉄四日市駅より三重交通バス川島悠彩の里行・三重団地行・あがたハイツ行・近鉄高角駅行・桜台行、
JR四日市駅より三岐鉄道バス山城駅行で市立病院口下車、徒歩2分。

## 事件・不祥事

### 技師による患者個人情報の不正利用、待ち伏せ
2024年1月から2月にかけて、市立四日市病院の30代の男性技師が、職務に関係のない患者の電子カルテを不正に閲覧し、患者の個人情報を利用して非通知で電話をかけ、病院の入り口付近で待ち伏せを行った。この行為は患者からの相談により発覚し、技師は2024年5月1日付で停職6か月(5月1日から10月31日)の懲戒処分を受けた。病院側は、個人情報の管理を徹底し、再発防止策を講じるとしている。